# Hendrik Dreekmann
Hendrik Dreekmann (ur. 29 stycznia 1975 w Bielefeld) – niemiecki tenisista, ćwierćfinalista wielkoszlemowego turnieju French Open, reprezentant kraju w Pucharze Davisa.
Dnia 28 stycznia 2005 roku zawarł związek małżeński ze starszą o kilka lat lekkoatletką Susen Tiedtke, dwukrotną medalistką halowych mistrzostw świata w skoku w dal.

## Kariera tenisowa
Dreekmann był zawodnikiem praworęcznym, z oburęcznym bekhendem.
Treningi tenisowe rozpoczął w wieku 6 lat. Osiągnął szereg sukcesów juniorskich, był mistrzem Niemiec w kategoriach wiekowych do 14, 16 i 18 lat, półfinalistą nieoficjalnych mistrzostw świata juniorów Orange Bowl w 1991 roku (do lat 16), finalistą mistrzostw Europy 1989.
W 1991 roku dołączył do grona tenisistów zawodowych, a karierę kontynuował do 2003 roku.
Pierwszy sukces w cyklu ATP World Tour osiągnął w 1993 roku, kiedy był w ćwierćfinale inauguracyjnego turnieju na trawie w Halle. Sezon 1994 dał Niemcowi pozycję w szerokiej czołówce na dłużej – przede wszystkim dzięki finałowi w Sun City i jedynemu w karierze wielkoszlemowemu ćwierćfinałowi na French Open. W Paryżu Dreekmann pokonał Adriana Voineę, Carlosa Costę, Richey’ego Reneberga i Aarona Kricksteina. Poniósł porażkę z Magnusem Larssonem, chociaż prowadził już 2:0 w setach i miał łącznie sześć piłek meczowych (końcowy wynik spotkania 6:3, 7:6, 6:7, 0:6, 1:6).
W 1995 roku najznaczniejszymi osiągnięciami Hendrika Dreekmanna były III runda Australian Open, zwycięstwo w Monachium nad dużo wyżej notowanym Borisem Beckerem i półfinał w Tokio, gdzie Niemiec pokonał m.in. Shūzō Matsuokę, Paula Haarhuisa i Gorana Ivaniševicia, by ulec Markowi Philippoussisowi.
W 1996 roku Dreekmann był w półfinałach w Tokio i Marsylii oraz w III rundzie US Open. Zaliczył także drugi – i ostatni – w karierze finał turniejowy w grze pojedynczej, pokonując w Bazylei m.in. Michaela Sticha i Petra Kordę, a przegrywając z Pete’em Samprasem. W sezonie 1996 Dreekmann awansował do finału gry podwójnej w Long Island w parze z Aleksandrem Wołkowem, z którym przegrał pojedynek o mistrzostwo z Lukiem i Murphym Jensenami.
We wrześniu 1996 roku Dreekmann zajmował najwyższe w karierze miejsce w rankingu światowym – nr 39. W dalszych latach był m.in. w 1999 roku w półfinale w Hongkongu, notując zwycięstwa nad Michaelem Changiem i Richardem Krajickiem. W kolejnych latach Dreekmann leczył głównie kontuzje.
Dreekmann zaliczył również kilka występów w Pucharze Davisa, wyłącznie w grze pojedynczej. Miało to miejsce w latach 1996–1997. W swoim debiucie pokonał Szwajcarów Marca Rosseta i Jakoba Hlaska, w ćwierćfinale grupy światowej 1996 nie sprostał Francuzom Arnaudowi Boetschowi i Cédricowi Pioline. W 1997 uległ Hiszpanom Albertowi Coście i Carlosowi Moyi.
Po zakończeniu kariery zajął się prowadzeniem restauracji z kuchnią włoską w rodzinnym Bielefeld.

### Finały w turniejach ATP World Tour
| Legenda                                      |
| -------------------------------------------- |
| Wielki Szlem                                 |
| Igrzyska olimpijskie                         |
| Tennis Masters Cup / ATP Finals              |
| ATP Masters Series / ATP Tour Masters 1000   |
| ATP International Series Gold / ATP Tour 500 |
| ATP International Series / ATP Tour 250      |

#### Gra pojedyncza (0–2)
| Końcowy wynik | Nr | Data             | Turniej  | Nawierzchnia  | Przeciwnik    | Wynik finału  |
| ------------- | -- | ---------------- | -------- | ------------- | ------------- | ------------- |
| Finalista     | 1. | 3 kwietnia 1994  | Sun City | Twarda        | Markus Zoecke | 4:6, 1:6      |
| Finalista     | 2. | 29 września 1996 | Bazylea  | Twarda (hala) | Pete Sampras  | 5:7, 2:6, 0:6 |

#### Gra podwójna (0–1)
| Końcowy wynik | Nr | Data             | Turniej     | Nawierzchnia | Partner          | Przeciwnicy               | Wynik finału |
| ------------- | -- | ---------------- | ----------- | ------------ | ---------------- | ------------------------- | ------------ |
| Finalista     | 1. | 25 sierpnia 1996 | Long Island | Twarda       | Aleksandr Wołkow | Luke Jensen Murphy Jensen | 3:6, 6:7     |